# 伊號第百五十八潛艦
| 初代「伊58」時代 | |
| 艦歷             | |
| 计划             | 大正12年度艦艇補充計画                                                                                            |
| 开工             | 1924年12月3日 |
| 下水             | 1925年10月3日 |
| 就役             | 1928年3月15日 |
| 除籍             | 1945年11月30日 |
| 结局             | 1946年4月1日 在五島列島海域遭爆破處分                                                                             |
| 性能諸元         | |
| 排水量           | 基準：1635吨 常備：1800吨 水中：2300吨                                                                            |
| 全長             | 100.58米 |
| 全寬             | 7.98m |
| 吃水             | 4.83m |
| 动力             | 蘇爾壽公司3号柴油机2基2軸 水上：6800馬力 水中：1800馬力                                                           |
| 速度             | 水上：20.0节 水中：8.0节                                                                                          |
| 续航距離         | 水上：10节下10000海里 水中：3节下90海里                                                                           |
| 燃料             | 重油：241.8吨 |
| 乗員             | 63名 |
| 兵装             | 40口径十一年式12cm单装砲1門 留式7.7mm機枪1挺 53cm魚雷发射管 艦首6門、艦尾2門 六年式魚雷16枚 K真空管（聲音測位器） |
| 備註             | 安全潜航深度：60m                                                                                                 |

伊号第一五八潜水艦（日语：いごうだいひゃくごじゅうはちせんすいかん）是日本海軍的一艘潜水艦，伊一五三型潜水艦（海大III型a）的4号舰。竣工時的艦名为伊号第五八潜水艦（初代）。

## 艦歷
- 1924年（大正13年）12月3日 - 在横須賀海軍工廠开工建造。
- 1925年（大正14年）10月3日 - 下水
- 1928年（昭和3年）3月15日 - 竣工。編入第19潜水隊[2]。
- 1932年（昭和7年）6月1日 - 同年12月起作为预备艦[2]。
- 1933年（昭和8年）11月1日 - 1936年12月作为预备艦[2]。
- 1936年（昭和11年）7月23日 - 停泊于寺島水道中时，遭遇強烈台風而触礁。31日離礁，返回吴工廠进行修理，其間，于同年12月在此作为预备艦[2]。
- 1941年（昭和16年）12月1日 - 配属至第4潜水战隊第19潜水隊，从三亚出航。参加馬來亞戰役[3]。
  - 12月10日 - 发现英国東方艦隊（Eastern Fleet）威尔士亲王号战列舰和「反擊號戰鬥巡洋艦」。并以鱼雷击中「反击号」[3]。
  - 12月20日 - 抵达金兰湾[3]。
  - 12月28日 - 从金兰湾出航，在爪哇海方面活動[3]。
- 1942年（昭和17年）1月3日 - 击沉荷兰船「LANGKOEAS」(05°S 112°E / 5°S 112°E）[4]。
  - 1月9日 - 击沉荷兰商船「CAMPHUYS」(04°30′S 111°47′E / 4.500°S 111.783°E）[4]。
  - 2月7日 - 从金兰湾出航，在爪哇南方海面活動[3]。
  - 2月22日 - 在印尼芝拉扎（英语：Cilacap Regency）海域击沉荷兰客船「PIJNACKER HORDIJK」[4]。
  - 2月25日 - 在巽他海峡南口击沉荷兰船「BOEROE」。[4]。
  - 2月28日 -  擊破英国油船「BRITISH JUDGE」[4]。
  - 3月8日 - 抵达西里伯斯岛凝望灣（英语：Staring-baai）[3]。
  - 3月10日 - 編入第5潜水战隊第19潜水隊[3]。
  - 3月20日 - 在吳入港[3]。
  - 5月14日 - 离开吴港
  - 5月20日 - 改名为伊号第一五八潜水艦。
  - 5月24日 - 抵达夸贾林环礁
  - 5月26日 - 参加中途岛海战，与伊156、伊157、伊159、伊162、伊165以及伊166一同被编入第5潜水战隊，伊158离开夸贾林环礁。第5潜水战队在28°20′N 162°20′W / 28.333°N 162.333°W至26°00′N 165°00′W / 26.000°N 165.000°W之间被歼灭[3]。
  - 6月19日 - 回到夸贾林环礁
  - 6月30日 - 离开夸贾林环礁回国
  - 6月30日 - 回到吴港[3]。
  - 7月10日 - 第5潜水战隊被解散，第19潜水隊被编入吴鎮守府部隊。之后被作为練習艦[3]。
- 1943年（昭和18年）3月16日 - 作为水上艦艇用補足電探験艦[2]。
- 1945年（昭和20年）4月20日 - 編入第6艦隊第34潜水隊[3]。
  - 8月15日 - 編入第15潜水隊，并迎来終战[3]。
- 1946年（昭和21年）4月1日 - 在五島列島海域遭美軍爆破處分[5]。

## 歴代艦長

### 艤装員長
- 不詳

### 艦長
- 関本織之助 少佐：1928年5月15日 -
- 秋山勝三 少佐：1929年11月1日 - 1930年11月15日
- 伊藤尉太郎 少佐：1930年11月15日 - 1930年12月1日
- 福泽常吉 少佐：1930年12月1日 - 1931年11月14日
- 中島千尋 少佐：1931年11月14日 - 1932年12月1日
- 今里博 少佐：1932年12月1日 - 1932年12月27日
- 宮崎武治 少佐：1933年1月21日 - 1934年10月22日
- （兼）玉木留次郎 少佐：1934年10月22日 - 1935年5月10日
- 山田隆 少佐：1935年7月3日 - 1936年12月1日
- 浜野元一 少佐：1936年12月1日 -
- 宮崎武治 中佐：1937年10月15日 - 1939年1月1日
- （兼）楢原省吾 中佐：1938年12月15日 - 1939年2月20日
- 楢原省吾 中佐：1939年2月20日 - 1940年10月30日
- 中川肇 少佐：1940年10月30日 -
- 北野惣七 少佐：1941年10月31日 -
- 大塚范 少佐：1942年7月25日 -
- 橋本以行 少佐：1943年3月16日 -
- 竹内義正 少佐：1943年7月25日 -
- 荒井淳 大尉：1944年1月20日 -
- 增泽清司 大尉：1944年4月30日 -
- 乡康夫 大尉：1944年10月14日 -
- 館山武裕 大尉：1945年2月5日 -